# Mizuno Tadashige
Pour les articles homonymes, voir Mizuno (homonymie).
Mizuno Tadashige est un nom japonais traditionnel ; le nom de famille (ou le nom d'école), Mizuno, précède donc le prénom (ou le nom d'artiste).
Mizuno Tadashige (水野 忠重, 1541-27 août 1600) est un obligé du clan Tokugawa à la fin des dernières années de l'époque Azuchi Momoyama du XVIe siècle japonais. Tadashige est le fils de Mizuno Tadamasa et le frère de Mizuno Nobumoto.
Il reçoit le domaine féodal de son frère situé à Kariya dans la province de Mikawa. Il est tué par Kagai Hidemasa après la bataille de Sekigahara en 1600.

## Source de la traduction
- (en) Cet article est partiellement ou en totalité issu de l’article de Wikipédia en anglais intitulé « Mizuno Tadashige » (voir la liste des auteurs).